# Candida Royalle
Candida Royalle, pseudonimo di Candice Vitala (New York, 15 ottobre 1950 – Mattituck, 7 settembre 2015), è stata un'attrice pornografica, regista e produttrice cinematografica statunitense.
Ha lavorato principalmente nei film erotici.
È conosciuta anche come Candice Ball, Candace Chambers o Candida Royal. Era membro della X-Rated Critics Organization e della AVN Hall of Fame.
Candida Royalle era presidente e proprietaria della Femme Productions, una società che produce film erotici per un pubblico femminile. Era anche membro dell'Associazione Americana degli Educatori, Consulenti e Terapisti Sessuali, e fondatrice dell'associazione Femministe per la Libertà d'Espressione.
Ha studiato musica, danza e arte a New York, dedicandosi in seguito alla carriera di pornostar e recitando in circa 25 film.
Nel 1980 ha fondato la casa di produzione Femme Films, con l'obiettivo di fare film erotici che le donne potessero apprezzare. Le sue produzioni sono create per le donne e per le coppie, differenziandosi ben presto rispetto alla tradizionale pornografia prodotta a uso e consumo prettamente maschile. I suoi film sono stati apprezzati dai terapeutiin quanto descrivono il sesso in modo più realistico ed emozionale. La sua società ha riscosso un grande successo, producendo una serie di video noti per avere un tocco più artistico, tralasciando gli aspetti "volgari" del porno comune, o mainstream.
Era inoltre membro della American Association of Sexuality Educators, Counselors and Therapists.
È scomparsa nel 2015 all'età di 64 anni a seguito di un tumore ovarico.

## Riconoscimenti
- AVN Awards
  - Hall of Fame[2]

- XRCO Award
  - 1988 – Hall of Fame[3]

## Filmografia

### Attrice
- Analist (1975)
- Honey Pie (1975)
- Baby Rosemary (1976)
- Carnal Haven (1976)
- Easy Alice (1976)
- Femmes de Sade (1976)
- Her Last Fling (1976)
- Love Secrets (1976)
- Pony Girls (1976)
- Starlets (1976)
- Hard Soap Hard Soap (1977)
- International Intrigue (1977)
- Jungle Blue (1977)
- Liberation of Honeydoll Jones (1977)
- Pizza Girls (1977)
- Ultimate Pleasure (1977)
- Backdoor Therapy (1978)
- Masterpiece (1978)
- Thoroughly Amorous Amy (1978)
- Hot Pockets (1979)
- Hot Rackets (1979)
- Olympic Fever (1979)
- Pro-Ball Cheerleaders (1979)
- Sissy's Hot Summer (1979)
- Sizzle (1979)
- Sunny (1979)
- The Tale of Tiffany Lust (1979)
- Taxi Girls (1979)
- Ballgame (1980)
- Blue Ecstasy (1980)
- Champagne for Breakfast (1980)
- Fascination (1980)
- Limited Edition 3 (1980)
- Limited Edition 4 (1980)
- Midnight Blue 2 (1980)
- October Silk (1980)
- Pleasure Productions 3 (1980)
- Pleasure Productions 4 (1980)
- That Lucky Stiff (1980)
- Ultra Flesh (1980)
- Blue Magic (1981)
- Candida Royalle's Fantasies (1981)
- Delicious (1981)
- Outlaw Ladies (1981)
- Tiffany Minx (1981)
- Kinky Tricks (1982)
- Peep Shows 7 (1982)
- Playgirl (1982)
- Night Hunger (1983)
- Sexcapades (1983)
- Wine Me, Dine Me, 69 Me (1983)
- Bizarre Thunder (1984)
- Creme De Femme (1984)
- Erotic Fantasies: Women With Women (1984)
- Studio of Lust (1984)
- Classic Swedish Erotica 2 (1986)
- Three Daughters (1986)
- Babes in Joyland (1987)
- Legends of Porn 1 (1987)
- Forbidden Worlds (1988)
- Only the Best of Women with Women (1988)
- Red Room and Other Places (1992)
- Blue Vanities S-536 (1993)
- Blue Vanities 193 (1994)
- Blue Vanities 274 (1996)
- My Surrender (1996)
- One Size Fits All (1998)
- XRCO Awards 1998 (1998)
- Ecstatic Moments (1999)
- Wadd: The Life and Times of John C. Holmes (2001)
- Seka's Oriental Massage (2003)
- Love Secrets (new) (2005)
- Samantha Fox Collection (2005)
- Linda Wong Collection (2008)
- Retro Knob Slobbers On The Loose (2012)

### Regista
- Christine's Secret (1984)
- Femme (1984)
- Urban Heat (1984)
- Three Daughters (1986)
- Rites Of Passion (1987)
- Sensual Escape (1988)
- Taste of Ambrosia (1988)
- Tunnel (1988)
- Revelations (1993)
- My Surrender (1996)
- Bridal Shower (1997)
- Gift (1997)
- Eyes Of Desire 1 (1998)
- One Size Fits All (1998)
- Eyes of Desire 2: Taking It to the Limit (1999)
- Candida Royalle's Stud Hunters (2002)
- Under the Covers (2007)